# Jak X: Combat Racing
Jak X: Combat Racing, в Австралии и Европе известная как Jak X — компьютерная игра в жанре гонки на выживание, разработанная Naughty Dog и изданная Sony Computer Entertainment для PlayStation 2. В Cеверной Америке и России игра вышла 18 октября 2005 года, в Австралии 26 октября 2005 года и в Европе 4 ноября 2005 года. Игра является ответвлением от оригинальной серии Jak and Daxter. Движок Jak X основан на движке Jak 3. Как Jak 3 и Daxter игра была локализована, но не выпущена в Японии.

## Геймплей
Jak X: Combat Racing даёт возможность управлять персонажами из серии Jak and Daxter. В игре представлено два режима игры (Adventure и Exhibition). В режиме Adventure дают возможность играть только за Джека. В этом режиме надо выиграть Эко-кубок, далее за него дадут антидот для друзей Джека. Также в режиме есть медальные очки, которые дают за прохождение определённых гонок. Очки дают возможность продвижения в рейтинге. Главное событие игры — это Circuit Race, в ней Джек должен пройти определённое количество кругов, избегая при этом повреждений.

## Сюжет
Через год после событий Jak 3, когда главные герои спасли мир от Dark Makers, Haven City почти восстановился. Вскоре в Kras City появился новый вид спорта «Combat Racing». Джек, Декстер, Эшлин, Самос, Кира, Торн и Сиг получают приглашение к прочтению последней воли Крю (один из антагонистов Jak II). На показе видео записи Крю сообщил, что всегда хотел выиграть чемпионат Combat Racing. Через некоторое время он сообщил всем кто присутствовал в зале, что вино отравлено, а единственный способ получить противоядие — это выиграть все Эко-кубки. На этот раз Джек борется не за мир, а за свою жизнь и жизни друзей.

## Саундтрек
| №                   | Название            | Длительность |
| ------------------- | ------------------- | ------------ |
| 1.                  | «Theatre»           |              |
| 2.                  | «Slide»             |              |
| 3.                  | «To The Death»      |              |
| 4.                  | «Whiplash»          |              |
| 5.                  | «Ancient»           |              |
| 6.                  | «Fragfest»          |              |
| 7.                  | «Run The Table»     |              |
| 8.                  | «Heli»              |              |
| 9.                  | «Turbofield»        |              |
| 10.                 | «Missile»           |              |
| 11.                 | «Fracture»          |              |
| 12.                 | «Rev-Up»            |              |
| 13.                 | «Turbulence»        |              |
| 14.                 | «Survive»           |              |
| 15.                 | «Angles»            |              |
| 16.                 | «Steel»             |              |
| 17.                 | «Goodnight»         |              |
| 18.                 | «Bird»              |              |
| 19.                 | «To Be Reborn»      |              |
| 20.                 | «Crash and Burn»    |              |
| 21.                 | «Hybrid»            |              |
| 22.                 | «Choose»            |              |
| 23.                 | «Tempest»           |              |
| 24.                 | «Run The Table»     |              |
| Общая длительность: | Общая длительность: | 79: 51       |

Саундтрек к игре был написан Билли Ховерделом (группа A Perfect Circle) при участии в том числе Дэнни Лонера (Nine Inch Nails), Эрика Басса (Shinedown) и Дина Менты (Faith No More). Помимо самого Ховердела в исполнении композиций участвовали рок-музыканты Джош Фриз, Джои Кастилло, Пэз Леншантин, Трой Ван Левен и Уэс Борланд. Во вступлении игры звучит песня группы Queens of the Stone Age «You Think I Ain’t Worth a Dollar, But I Feel Like a Millionaire».

## Критика
| Сводный рейтинг    | Сводный рейтинг |
| Агрегатор          | Оценка          |
| ------------------ | --------------- |
| GameRankings       | 77,01 %         |
| Metacritic         | 76/100          |
| Иноязычные издания |                 |
| Издание            | Оценка          |
| G4                 | 4/5             |
| GameSpot           | 7,9/10          |
| IGN                | 8/10            |

Игра получила много положительных отзывов от критиков.